# Bede-i-Calã
Bede-i-Calã (Bed-i-Kalan) é uma cidade do Afeganistão, localizada na província de Badaquexão.